# 特魯多柳比夫卡 (索洛涅區)
48°13′22″N 34°41′35″E / 48.22278°N 34.69306°E
特魯多柳比夫卡（烏克蘭語：Трудолюбівка）是烏克蘭中部的村莊，隸屬第聶伯羅彼得羅夫斯克州的第聶伯羅區。該村處於莫克拉蘇拉河右岸，分別距離普里維利涅0.5公里和切爾沃尼馬亞克2.5公里，海拔高度65米，2001年人口72。